# Xã South Rock Island, Quận Rock Island, Illinois
Xã South Rock Island (tiếng Anh: South Rock Island Township) là một xã thuộc quận Rock Island, tiểu bang Illinois, Hoa Kỳ. Năm 2010, dân số của xã này là 18.407 người.